# 德島車站
德島車站（日语：〔〕／ Tokushima eki */?）是一位於日本德島縣德島市德島町寺島本町、隸屬於四國旅客鐵道（JR四國）的鐵路車站。德島車站是德島縣縣廳所在地德島市的主車站，也是四國島東部主要幹線高德線與兩條地方支線牟岐線與德島線的轉運點，擁有四國地區第二高（僅次於高松車站）的旅客數量。德島車站站名標示牌上的副名是「阿波舞的車站」（阿波踊りの駅），阿波舞是德島當地的知名習俗，享譽日本全國甚至海外。
德島站長期以來都保持著四國島內第二大繁忙車站。2013年度每天的乘車人數達8,338人，到了2014年雖跌至8067人，2020年更跌至5,560人，但仍與第3位的松山站有近800人的差距。

## 車站構造
德島車站是一平面車站，站內設置有一座緊鄰站房的側式月台，一座島式月台，側式月台朝向高松方向的末端有個用以容納一號乘車線的缺口，共計2面4線。雖然月台與乘車線的數量並不多，不過由於德島車站同時也是附近地區的車輛基地——德島運轉所的所在地，因此站內還有大量工務用的側線存在。

### 月台配置
| 月台 | 路線                                              | 備註                         |
| ---- | ------------------------------------------------- | ---------------------------- |
| 1    | 主要為■德島線普通                                 |                              |
| 2    | 主要為■高德線、■德島線特急                        | 高德線特急全部列車均在此月台 |
| 3、4 | 主要為■牟岐線特急、 ■高德線、■鳴門線、■牟岐線普通 |                              |

## 歷史
- 1899年2月16日：德島車站啟用。
- 1946年2月：第二代站房完工啟用。
- 1951年4月：第三代站房完工啟用。
- 1987年4月1日：日本國鐵分割民營化，車站的經營由JR四國繼承。
- 1992年9月15日：第四代、也是目前使用中的站房完工啟用。
- 1993年5月：德島車站大樓（徳島駅ビル）全面啟用。

## 相鄰車站
※特急「渦潮」、「劍山」的停車站參見各列車記事（特急列車全部列車於此站始發終到）。
四國旅客鐵道（JR四國）
■高德線（包括直通■鳴門線列車）
佐古（T01）－德島（T00）
■德島線
德島－佐古（B01）
■牟岐線
■普通
德島（M00）－阿波富田（M01）

## 外部連結
- JR四國德島站 （页面存档备份，存于）（網頁庫存）（日語）

34°4′28″N 134°33′4″E / 34.07444°N 134.55111°E